# Vlad Crețu
Vladimir (Vlad) Crețu (Boekarest, 14 maart 1982) is een Roemeense zanger en gitarist die actief was in verschillende rockbands.

## Opleiding en carrière
Crețu volgde een opleiding op de nationale kunstacademie. Hij rondde zijn opleiding af door zich te specialiseren op de Hogeschool voor Muziek "George Enescu". Later ging hij alsnog naar de muziekacademie en specialiseerde hij zich als gitarist.

### Supermarket
Na zijn opleidingen uiteindelijk succesvol te hebben afgerond richtte Crețu de band Supermarket op. Met deze band bracht hij in een relatief korte periode twee albums en vier singles uit. Het leverde hem in Roemenië grote successen op. Met het ruige liedje Te iubesc (Nederlands: "Ik hou van jou") sleepte Supermarket twee prijzen in de wacht: de Trofee van het Nationale Liefdeslied (1999) en de eerste plaats in de categorie rock op het Mamaia Festival (2000).

### Hara
Toen binnen de band Supermarket talrijke onenigheden ontstonden, besloot Crețu op te stappen. Hij ging vervolgens meer en nauwer samenwerken met de rockband Hara. Als zanger en gitarist was hij belangrijk voor deze band. Ook was hij als componist en producer actief voor het Code Studio team.

### Todomondo
In 2007 maakte Crețu deel uit van de zeskoppige gelegenheidsgroep Todomondo (aanvankelijk Locomondo), die namens Roemenië deelnam aan het Eurovisiesongfestival van dat jaar. Met het lied Liubi, Liubi, I love you eindigde de groep op de dertiende plaats.
- Virtual International Authority File: 920154260725324480006